# Warłaam (Czerniawski)
Warłaam, imię świeckie Wasilij Czerniawski (ur. 16 lutego?/28 lutego 1819 w Kobolczynie, zm. 9 maja?/21 maja 1889) – biskup Rosyjskiego Kościoła Prawosławnego. 
Był synem kapłana prawosławnego. Mając 17 lat wstąpił do monasteru Wniebowstąpienia Pańskiego nad Girżawką w guberni besarabskiej. Od 1 września 1845 do 15 czerwca 1851 uczył się w seminarium duchownym w Kiszyniowie. 4 kwietnia 1848 złożył śluby wieczyste, przyjmując imię Warłaam, 9 maja tego samego roku został hieromnichem. W 1851 mianowany igumenem monasteru Zaśnięcia Matki Bożej we Frumos. Przez dwa lata studiował w akademii duchownej w Petersburgu, po czym został wykładowcą w seminarium duchownym w Jekaterynosławiu, zaś w 1859 jego inspektorem. Funkcję tę pełnił jednak tylko do września, kiedy został przeniesiony na analogiczne stanowisko w seminarium w Kiszyniowie. W 1860 wrócił do monasteru we Frumos, będąc od 6 grudnia tego roku archimandrytą. 30 czerwca 1862 został rektorem seminarium w Kiszyniowie, którą to funkcję pełnił przez dwa miesiące. Już w sierpniu tego samego roku został przeniesiony do monasteru Curchi jako jego przełożony. 
14 lutego 1875 miała miejsce jego chirotonia biskupa. Został wikariuszem eparchii wołogodzkiej z tytułem biskupa totemskiego. 9 września 1876 został przeniesiony do eparchii petersburskiej jako biskup wyborski. Od 26 czerwca 1880 do swojej śmierci w 1889 był biskupem mińskim i turowskim. 